# Skoky do vody na mistrovství Evropy v plaveckých sportech 2004
Závody v skocích do vody na mistrovství Evropy v plaveckých sportech za rok 2004 proběhly v Madridu, Španělsko ve dnech 10. až 16. května 2004.

## Česká stopa
Česko reprezentovala Lucie Absolonová (*1979) z pardubického klubu SCPAP. V disciplíně skoku z 10 m věže nepostoupila z kvalifikace. Z 19 závodnic obsadila 18. místo. Šéftrenérkou reprezentace byla Marie Čermáková.

## Výsledky

### Individuální disciplíny
| Muži              | Zlato                    | Zlato  | Stříbro                   | Stříbro | Bronz                       | Bronz  |
| ----------------- | ------------------------ | ------ | ------------------------- | ------- | --------------------------- | ------ |
| Skoky z 1 m prkna | Joona Puhakka (FIN)      | 430,86 | Nicola Marconi (ITA)      | 392,25  | Tobias Schellenberg (GER)   | 389,07 |
| Skoky z 3 m prkna | Andreas Wels (GER)       | 695,76 | Joona Puhakka (FIN)       | 676,80  | Vasilij Lisovskij (RUS)     | 668,28 |
| Skoky z 10 m věže | Anton Zacharov (UKR)     | 666,18 | Heiko Meyer (GER)         | 664,80  | Roman Volodkov (UKR)        | 649,98 |
| Ženy              | Zlato                    | Zlato  | Stříbro                   | Stříbro | Bronz                       | Bronz  |
| Skoky z 1 m prkna | Heike Fischerová (GER)   | 289,26 | Natalija Umyskovová (RUS) | 285,45  | Tania Cagnottová (ITA)      | 283,95 |
| Skoky z 3 m prkna | Julija Pachalinová (RUS) | 575,94 | Vera Iljinová (RUS)       | 573,99  | Olena Fedorovová (UKR)      | 524,31 |
| Skoky z 10 m věže | Tania Cagnottová (ITA)   | 538,56 | Olena Župinová (UKR)      | 507,45  | Valentina Marocchiová (ITA) | 504,93 |

### Týmové disciplíny
| Muži                                     | Zlato                                            | Zlato  | Stříbro                                                                                 | Stříbro | Bronz                                                    | Bronz  |
| ---------------------------------------- | ------------------------------------------------ | ------ | --------------------------------------------------------------------------------------- | ------- | -------------------------------------------------------- | ------ |
| Synchronizované skoky dvojic z 3 m prkna | Itálie (ITA) (Nicola Marconi, Tommaso Marconi)   | 322,50 | Rusko (RUS) (Sergej Anikin, Vasilij Lisovskij)                                          | 321,90  | Ukrajina (UKR) (Dmytro Lysenko, Jurij Šljachov)          | 321,24 |
| Synchronizované skoky dvojic z 10 m věže | Ukrajina (UKR) (Anton Zacharov, Roman Volodkov)  | 354,72 | Německo (GER) (Tony Adam, Heiko Meyer) Rusko (RUS) (Oleg Vikulov, Konstantin Chanbekov) | 345,78  | —                                                        | —      |
| Ženy                                     | Zlato                                            | Zlato  | Stříbro                                                                                 | Stříbro | Bronz                                                    | Bronz  |
| Synchronizované skoky dvojic z 3 m prkna | Rusko (RUS) (Vera Iljinová, Julija Pachalinová)  | 337,38 | Německo (GER) (Ditte Kotzianová, Conny Schmalfußová)                                    | 302,64  | Ukrajina (UKR) (Olena Fedorovová, Christina Iščenková)   | 289,59 |
| Synchronizované skoky dvojic z 10 m věže | Německo (GER) (Nora Subschinská, Annett Gammová) | 303,72 | Španělsko (ESP) (Dolores Sáez-de-Ibarraová, Leire Santosová)                            | 294,6   | Itálie (ITA) (Brenda Spazianiová, Valentina Marocchiová) | 294,06 |

## Medailová bilance
Ve skocích do vody se rozdělilo celkem 10 sad medailí.
| Pořadí | Stát            |       | Muži    | Muži  | Muži  |         | Ženy  | Ženy  | Ženy    |       | Muži + Ženy | Muži + Ženy | Muži + Ženy | Celkem |
| Pořadí | Stát            | Zlato | Stříbro | Bronz | Zlato | Stříbro | Bronz | Zlato | Stříbro | Bronz |             |             |             | Celkem |
| ------ | --------------- | ----- | ------- | ----- | ----- | ------- | ----- | ----- | ------- | ----- | ----------- | ----------- | ----------- | ------ |
| 1.     | Německo (GER)   |       | 1       | 2     | 1     |         | 2     | 1     | 0       |       | 3           | 3           | 1           | 7      |
| 2.     | Rusko (RUS)     |       | 0       | 2     | 1     |         | 2     | 2     | 0       |       | 2           | 4           | 1           | 7      |
| 3.     | Ukrajina (UKR)  |       | 2       | 0     | 2     |         | 0     | 1     | 2       |       | 2           | 1           | 4           | 7      |
| 4.     | Itálie (ITA)    |       | 1       | 1     | 0     |         | 1     | 0     | 3       |       | 2           | 1           | 3           | 6      |
| 5.     | Finsko (FIN)    |       | 1       | 1     | 0     |         | 0     | 0     | 0       |       | 1           | 1           | 0           | 2      |
| 6.     | Španělsko (ESP) |       | 0       | 0     | 0     |         | 0     | 1     | 0       |       | 0           | 1           | 0           | 1      |
| Celkem | Celkem          |       | 5       | 6     | 4     |         | 5     | 5     | 5       |       | 10          | 11          | 9           | 30     |